# Comuna Lăcusteni, Vâlcea
Lăcusteni este o comună în județul Vâlcea, Oltenia, România, formată din satele Contea (reședința), Gănești, Lăcustenii de Jos, Lăcustenii de Sus și Lăcusteni.
Comuna este situată în partea central-sudică a Podișului Getic, pe dreapta râului Olteț. Relieful este de vale și deal.
Principala cale de acces rutieră este DN67B.

## Demografie
Componența etnică a comunei Lăcusteni
     Români (97,07%)
     Alte etnii (0%)
     Necunoscută (2,93%)
Componența confesională a comunei Lăcusteni
     Ortodocși (96,82%)
     Alte religii (0,25%)
     Necunoscută (2,93%)
Conform recensământului efectuat în 2021, populația comunei Lăcusteni se ridică la 1.196 de locuitori, în scădere față de recensământul anterior din 2011, când fuseseră înregistrați 1.477 de locuitori. Majoritatea locuitorilor sunt români (97,07%), iar pentru 2,93% nu se cunoaște apartenența etnică. Din punct de vedere confesional, majoritatea locuitorilor sunt ortodocși (96,82%), iar pentru 2,93% nu se cunoaște apartenența confesională.

## Politică și administrație
Comuna Lăcusteni este administrată de un primar și un consiliu local compus din 9 consilieri. Primarul, Cosmin Bocșaru[*], de la Partidul Social Democrat, este în funcție din 2016. Începând cu alegerile locale din 2024, consiliul local are următoarea componență pe partide politice:
|  | Partid                          | Consilieri | Componența Consiliului | Componența Consiliului | Componența Consiliului | Componența Consiliului |
|  | ------------------------------- | ---------- | ---------------------- | ---------------------- | ---------------------- | ---------------------- |
|  | Partidul Social Democrat        | 4          |                        |                        |                        |                        |
|  | Uniunea Salvați România         | 2          |                        |                        |                        |                        |
|  | Partidul Național Liberal       | 1          |                        |                        |                        |                        |
|  | Alianța pentru Unirea Românilor | 1          |                        |                        |                        |                        |
|  | Partidul Mișcarea Populară      | 1          |                        |                        |                        |                        |